# Pădurea „La Castani”
Pădurea „La Castani” este o arie protejată de interes național, ce corespunde categoriei a IV-a IUCN (rezervație naturală de tip forestier) situată în  județul Sălaj, pe teritoriul administrativ al  comunei Ileanda.

## Localizare
Rezervația naturală este situată în partea nord-estică a județului Sălaj și cea sud-vestică a satului Negreni, în sudul luncii Someșului și la o distanță de 40 de km. față de orașul Jibou.

## Descriere
Pădurea „La Castani” întinsă pe o suprafață de 7,80 hectare, a fost declarată arie protejată prin Legea Nr.5 din 6 martie 2000 (privind aprobarea Planului de amenajare a teritoriului național - Secțiunea a III-a - zone protejate) și reprezintă o zonă de protecție pentru specia arboricolă de castan comestibil, cunoscut sub denumirile populare de: aghistin, găstan, gastan, etc.

## Floră

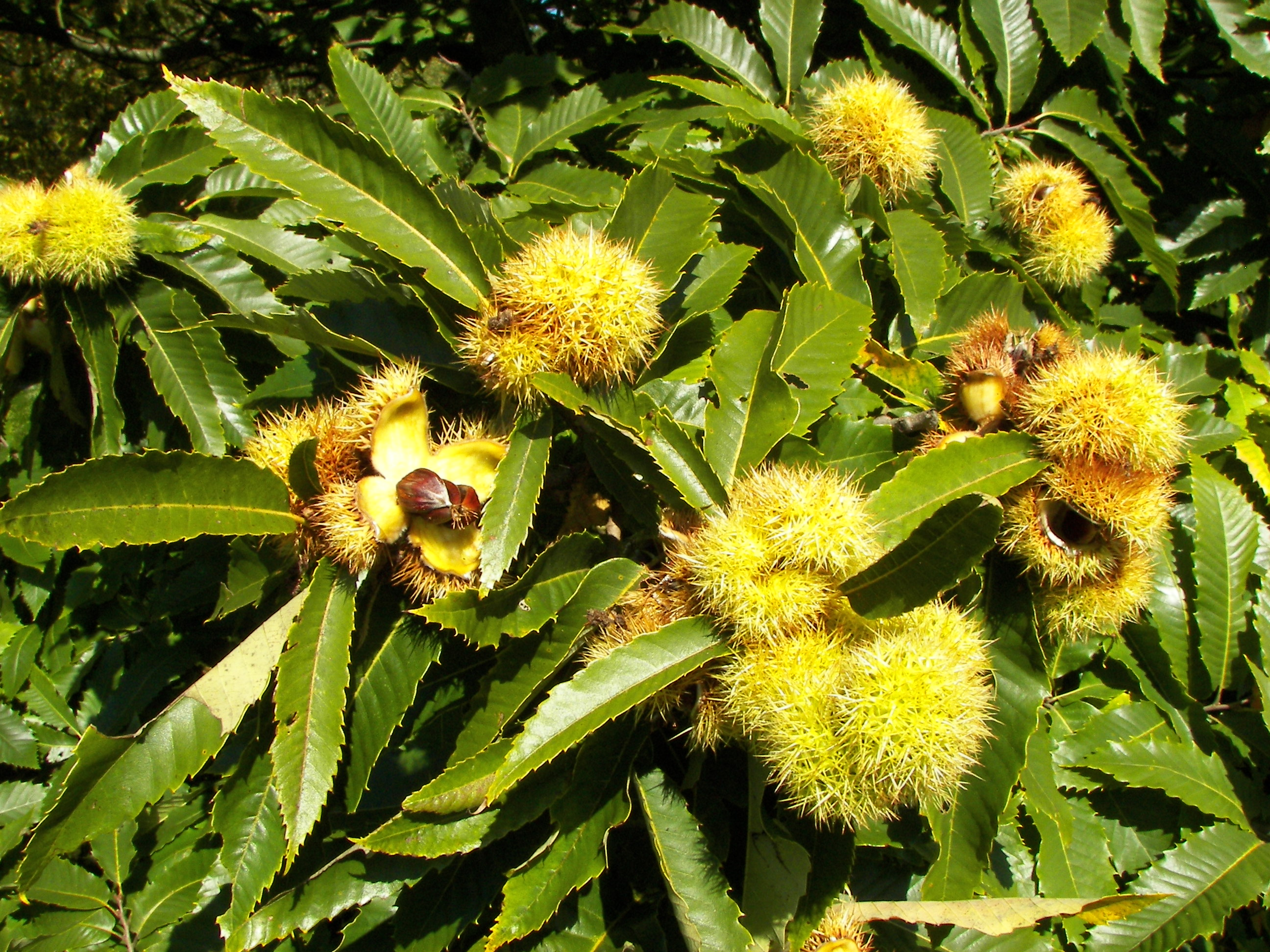
Castan comestibil (Castanea sativa)

Rezervația este acoperită în cea mai mare parte (80% din suprafață) cu arboret de castan comestibil (Castanea sativa), în asociere cu specii de: fag (Fagus sylvatica), gorun (Quercus petraea), carpen (Carpinus betulus), mesteacăn (Betula pendula), paltin (Acer pseudoplatanus), cireș (Prunus avium), 
Flora este reprezentată de mai multe specii de arbusti, printre care: alun (Corylus avellana), păducel (Crataegus monoghyna), corn (Cornus mas), sânger (Cornus sanguinea), salbă moale (Euonymus europaeus), lemn câinesc (Ligustrum vulgare), măceș (Rosa canina), sau afin (Vaccinum myrtillus L.).

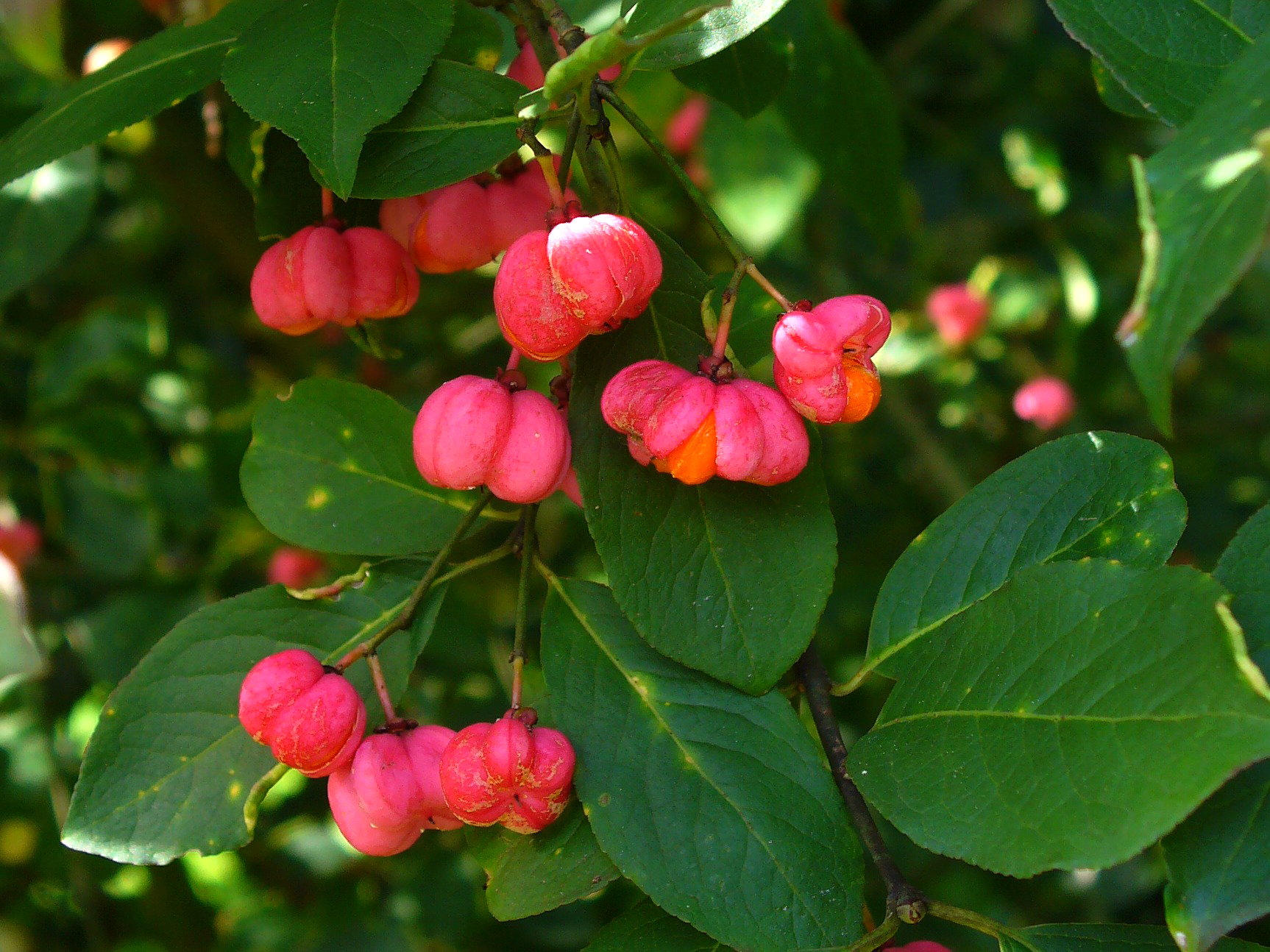
Salbă moale (Euonymus europaeus)

La nivelul ierburilor vegetează un arbust mic, sub formă de tufă, cunoscut sub denumirea populară de iarbă neagră (Calluna vulgaris)

## Căi de acces
- Drumul național (DN1H) - Jibou - Var - Surduc - se intră în dreapta pe drumul județean (DJ109E) - Lozna - Valea Leșului - Cormeniș - Negreni

## Galerie de imagini

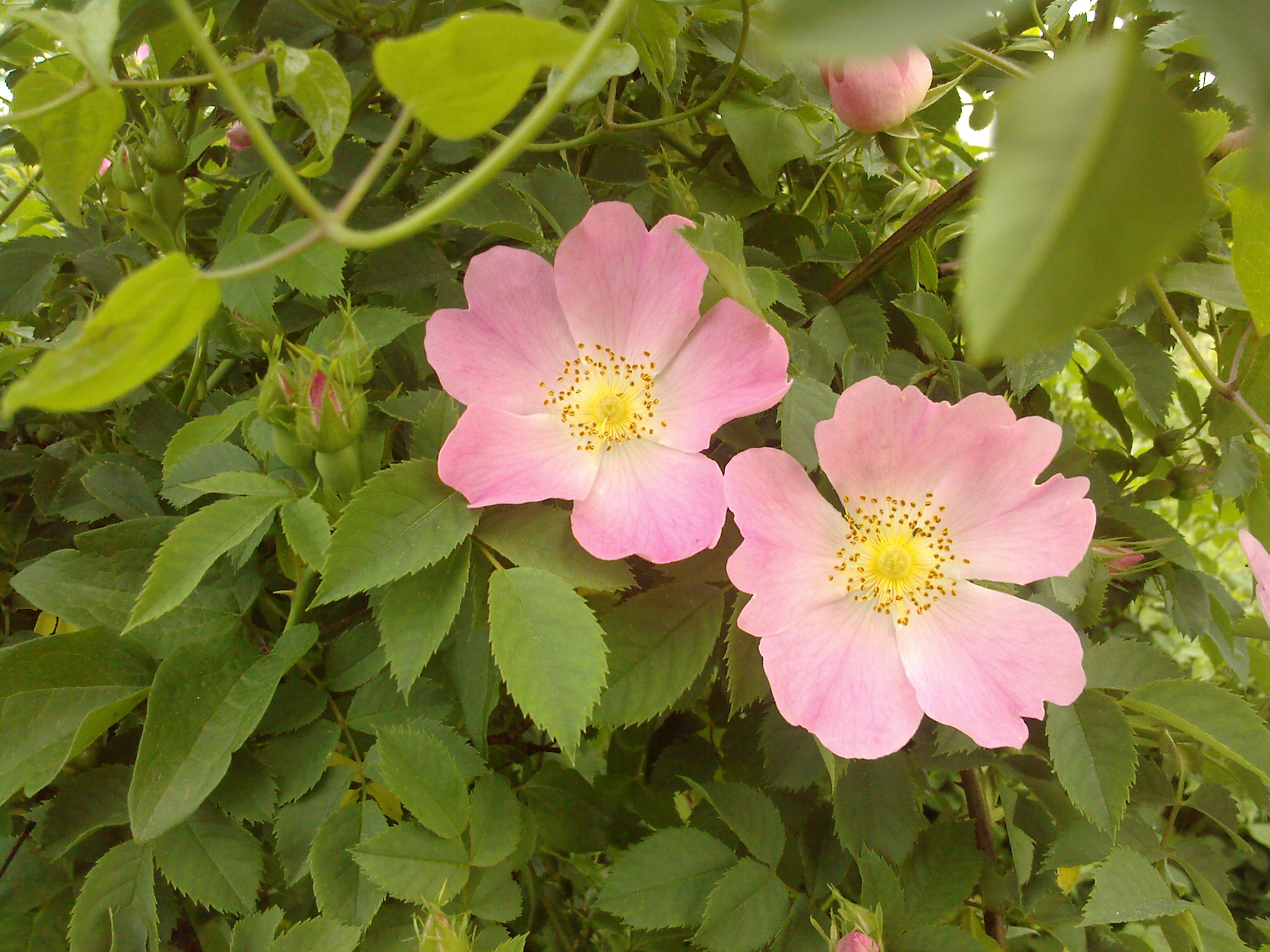
Măceş (Rosa canina)
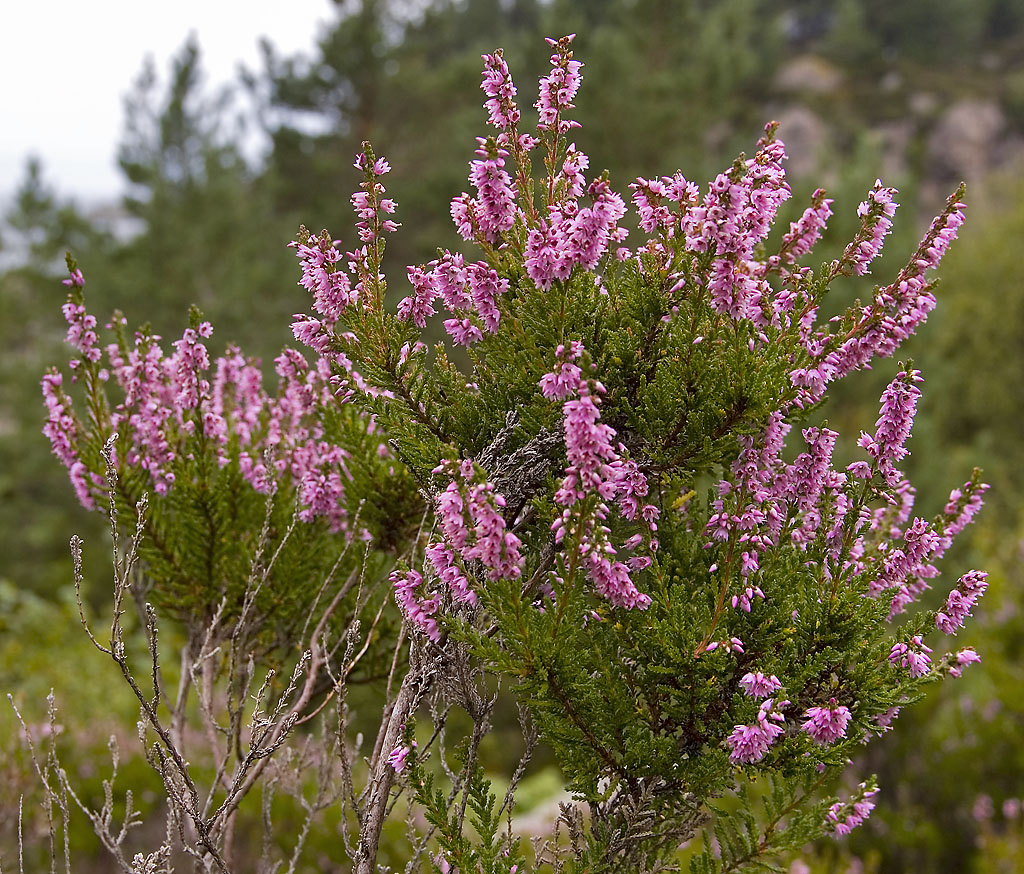
Iarbă neagră (Calluna vulgaris)
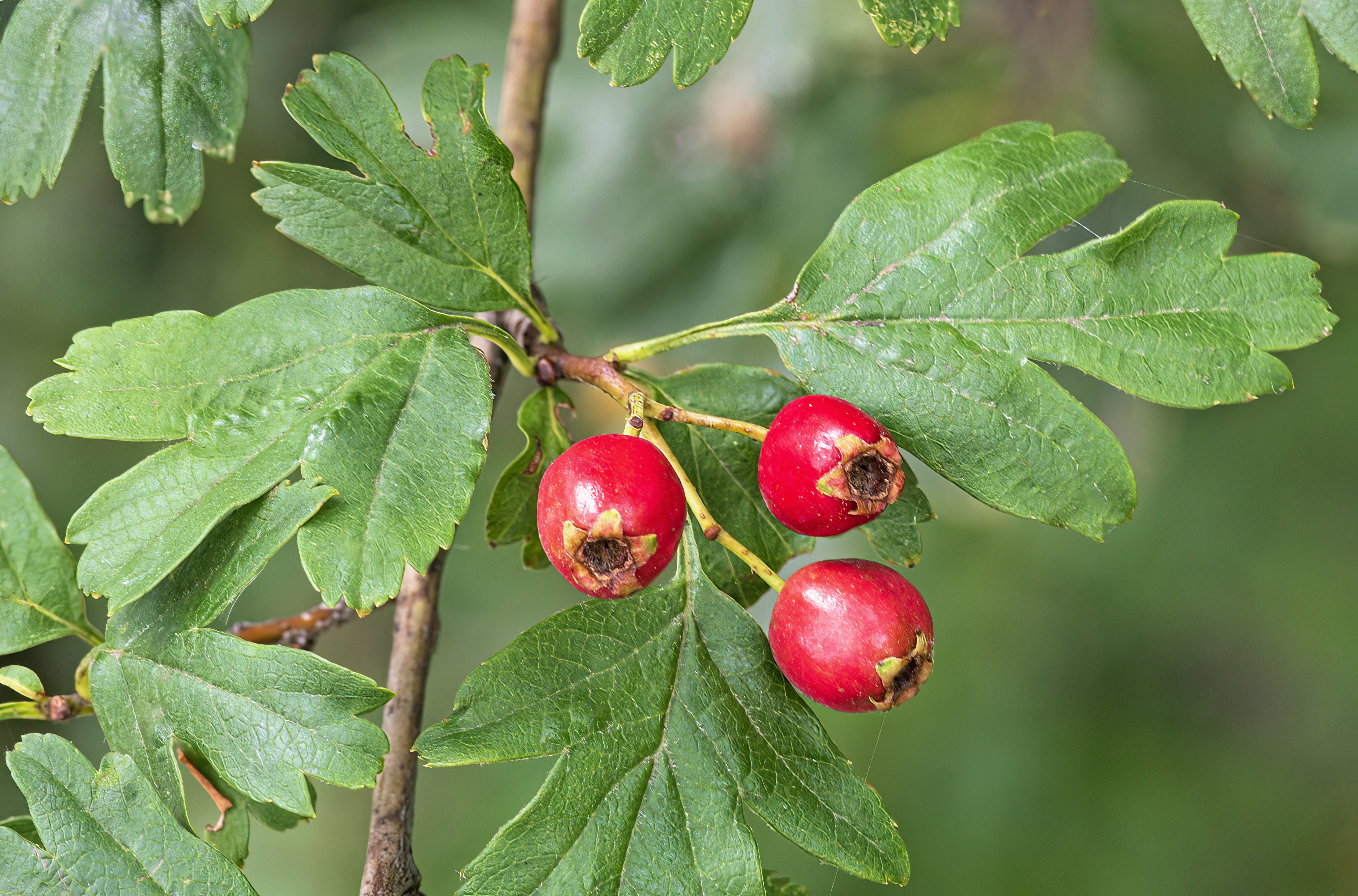
Fructe de păducel